# قناة المد والجزر

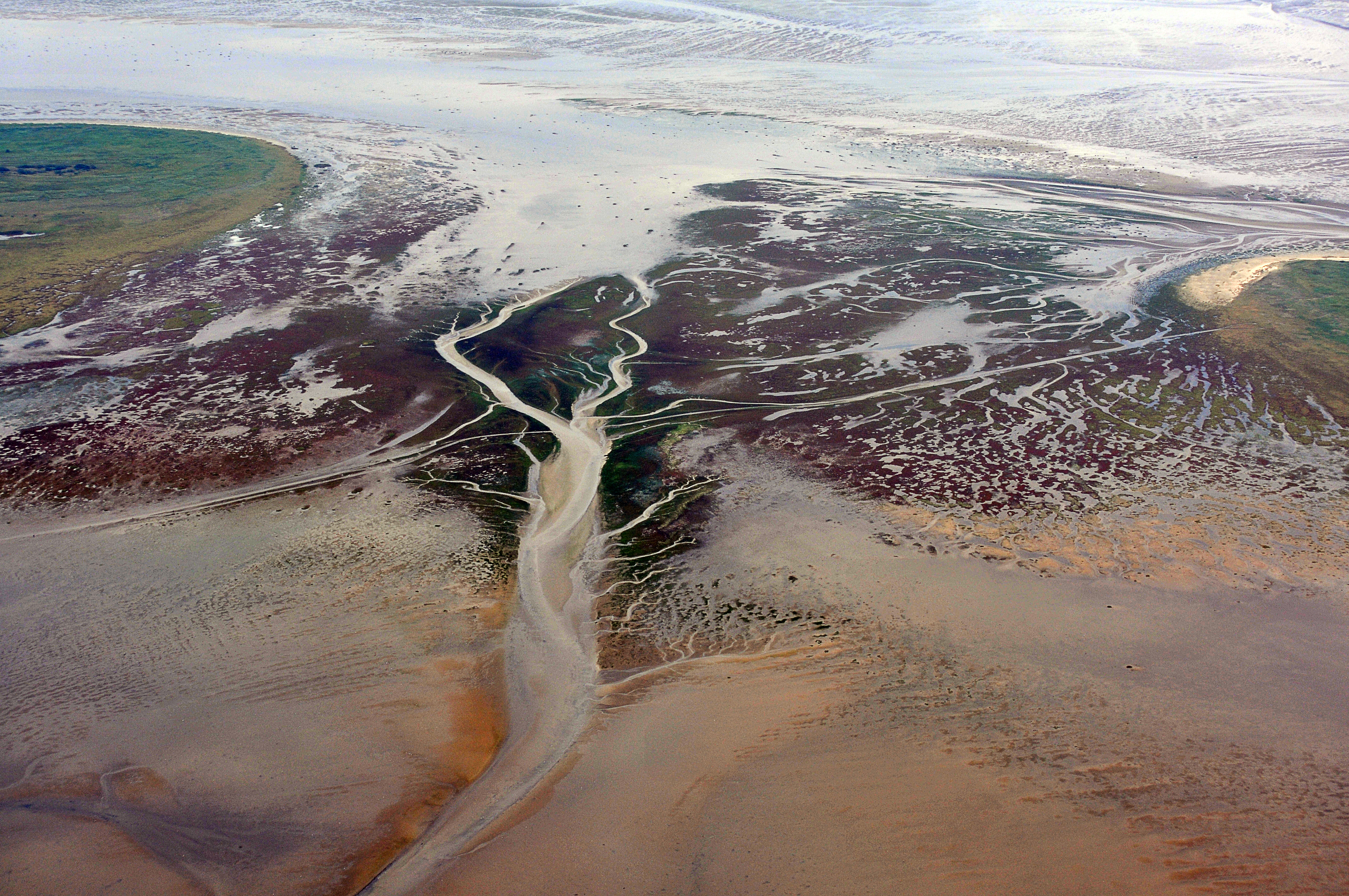
صورة جوية لبحر الشمال، قنوات المد والجزر بين جزيرتي نيغهورن (يسار) وشارهورن (يمين).

قناة المد والجزر أو جدول مدّي أو جدول مدّ جزري (بالإنجليزية: Tidal creek أو Tidal channel)‏ هي مدخل ضيق أو خور يتأثر بالمد والجزر في المحيطات. وبالتالي، فهي تتميز بملوحة متغيرة وموصلية كهربائية خلال دورة المد والجزر، وتطرد الأملاح من التربة الداخلية. تتميز قنوات المد والجزر ببطء سرعة المياه، مما يؤدي إلى تراكم الرواسب العضوية الدقيقة في المناطق الرطبة. قد تكون القنوات في كثير من الأحيان قناة جافة إلى موحلة قليلة أو معدومة التدفق عند الجَزْر، ولكن تكون مياهها كبيرة العمق عند المد. ونظرًا للتغير الزمني لمعايير جودة المياه داخل المنطقة المتأثرة بالمد والجزر، توجد حيويات (Biota) فريدة مرتبطة بقنوات المد والجزر والتي غالبًا ما تكون خاصة بهذه المناطق. تُوجَّه المواد الغذائية والمواد العضوية في اتجاه مجرى النهر إلى الموائل التي تفتقر إليها عادةً، في حين توفر القنوات أيضًا إمكانية الوصول إلى الموائل الداخلية لكائنات المياه المالحة.